# タイ王国動物園機構
タイ王国動物園機構 (タイ語:องค์การสวนสัตว์แห่งประเทศไทย ในพระบรมราชูปถัมภ์　タイ語略:อสส.、英語：The Zoological Park Organization under the Royal Patronage of His Majesty the King）は、タイ王国の動物園に関わる事業を行うタイ天然資源・環境省監督下の公社の一つ。タイ国王の庇護、助成を受けている団体の一つでもある。1954年2月15日に設置。「動物園機構」「タイ国政府動物園機構」などとも記述される。

## 概要
タイ王国動物園機構は、タイ国王の庇護下にある公共機関。天然資源環境省の監督下にある公社でもある。動物の管理、国民の教育、動物の保護と繁殖、国民の余暇施設として動物園経営を行う。また、さまざまな動物園とのネットワーク形成も目的としている。現在、管理下にある動物園は、ドゥシット動物園、カオキアウ開放動物園、チェンマイ動物園、ナコーンラーチャシーマー動物園、ソンクラー動物園。

## 沿革
1938年、バンコク都管理の下でドゥシット動物園が開園。
1954年2月15日、布告により首相府に直轄機関としてタイ国立動物園機構を創設。
1963年11月15日、ラーマ9世がタイ国立動物園機構を庇護下に置き、タイ王国動物園機構（王御助成動物園機構）と改名。
現在、天然資源・環境省の監督下にある公社である。

## 所在地
バンコク　ドゥシット区 スワンチットラダー地区　ラーマ5世通り 71 （71 พระราม 5 สวนจิตรลดา ดุสิต กทม 10300） 

## 管理下にある動物園

### ドゥシット動物園

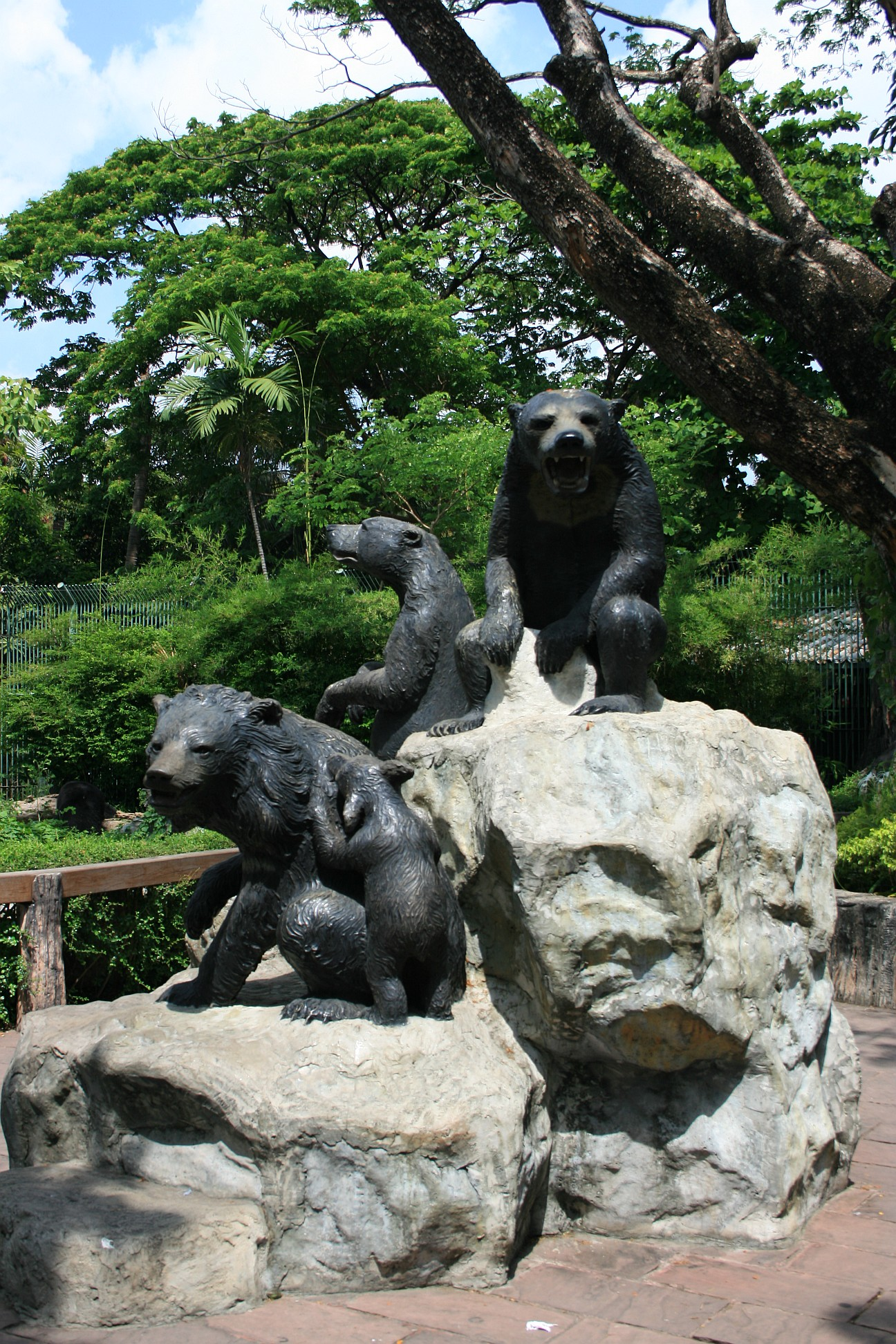
ドゥシット動物園の熊の像

ドゥシット動物園はタイで一番初めに創設された動物園と公園である。アナンタサマーコム宮殿、スア・パー広場に近接。もともとラーマ5世の王室庭園、土で丘が築き、木が植え、『カオディンワナー』と命名した。現在尚、別称としてカオディンワナー動物園と呼ばれる。
現在、国内外の動物1,600頭が飼育され、年平均250万人が来場する。

### カオキアウ開放動物園
カオキアウ開放動物園はチョンブリー県にある大型公共動物園。動物園機構によって創設された。
動物園機関委員会の報告によると、園の敷地面積は狭く、数多くの動物が過密に飼育され過ぎている。また、繁殖成果は芳しくないとされ、カオキアウ-カオ・チョムプー保全林区に敷地を拡張することが提案されている。
さらに、この動物園は、タイで初、東南アジアで唯一、世界動物園水族館協会（WAZA）に加盟している。

### チェンマイ動物園
チェンマイ動物園は、チェンマイ県 ドーイステープへ向かう登山口にある。アメリカ人宣教師 ハロルド・マイソン・ヤング（Harold Mason Young）によって創設。1977年6月16日、動物園機構に加えられた。
多くの動物を飼育しているが、特に中国から贈られたパンダのチュワン・チュワン（ช่วงช่วง）とリンフイ（หลินฮุ่ย）が人気。
動物園はワット・グー・ディン・カーウ（วัดกู่ดินขาว）という古寺跡にある。

### ナコーンラーチャシーマー動物園
ナコーンラーチャシーマー動物園 もしくはコーラート動物園は、タイ東北部で最も大きいサファリ型動物園である。さまざまな珍しい動物を飼育いる。園内はサバンナ草原のように整備してあり、アフリカの動物を紹介できるようになっている。

### ソンクラー動物園
ソンクラー動物園は、山とソンクラー湖に囲まれており、展望台からはソンクラー市のティンスーラーノン橋やタイ湾の眺めがよい。希少な動物種の保全を行っている。
ソンクラー動物園の見所は、まず有蹄動物展示園であり、鹿、ホエジカ、野牛を紹介している。さらにトラセンターがあり、ベンガルトラ、インドシナトラ、ジャガー、ヒョウ、ウンピョウなど希少なトラのなかまを紹介している。

## 関連事項
- 天然資源・環境省 (タイ)